# Bugyikfala
Bugyikfala (szlovákul: Budikovany) község Szlovákiában, a Besztercebányai kerületben, a Rimaszombati járásban.

## Fekvése
Rimaszombattól 14 km-re, északkeletre fekszik.

## Története
1301-ben említik először, de a falu már a tatárjárás előtt is létezett. 1427-ben „Budikfalua", 1460-ban „Bodikfalwa" alakban bukkan fel az írott forrásokban. 1427-ben birtokosa 10 porta után adózott. A 18. században a murányi uradalom része volt. 1773-ban 41, 1828-ban 38 ház állt a faluban 290 lakossal. Lakói főként mezőgazdasággal, kézművességgel foglalkoztak.
A 18. század végén Vályi András így ír róla: „BUGYIK FALVA. Budikován. Tót, és magyar falu Gömör Vármegyében, birtokosa Gróf Koháry Uraság, és a’ Derencsényi Uradalomnak birtokosai, fekszik nap keletre Jesztes, nap nyugotra Derencsényhez fél órányira, északra pedig Szilisztyéhez egy órányira. Lakosai a’ méhészségben is gyönyörködnek, határbéli földgye három nyomásbéli, mellynek harmadrésze hegyes, és követses, legelője meglehetős, fája van, szénája szűken; de a’ szomszédságban könyen szerezhető, piatzozása közel, némellyeknek jó gyümöltsös kertyeik lévén ezzel is kereshetnek pénzt, cserép edénnyel, és készített edényekkel is kereskednek, harmadik Osztálybéli."
Fényes Elek szerint „Budikfalva, tót falu, Gömör- és Kis-Honth egyesült vgyékben, Ratkóhoz délre 3 órányira: 7 kath., 283 evang. lak., evang. anyaszentegyházzal, s termékeny jó szántóföldekkel. F. u. h. Coburg, s m. többen. Ut. p. Rosnyó."
Borovszky monográfiasorozatának Gömör-Kishont vármegyét tárgyaló része szerint: „Bugyikfalva, balogvölgyi tót kisközség, 42 házzal és 200, túlnyomó számban ág. ev. h. vallású lakossal. E község már a pápai tizedszedők jegyzékében szerepel. 1427-ben Budikfalua néven az Uza család birtoka, de 1460-ban már mint a balogi vár tartozékát említik. Későbbi birtokosai a Koháryak és ezek révén azután a Coburg herczegi család, de e családon kívül a Szentmiklóssyaknak is volt itt meglehetős birtokuk. 1786-ban Bugyikoveni tót néven is emlegetik és ez időben virágzó gyümölcstermeléséről ismeretes. Ág. ev. temploma 1804-ben épült. Postája Felsőbalog, távírója és vasúti állomása Rimaszombat."
1919-ben a magyar vörös hadsereg direktóriumot hozott létre a községben. A trianoni diktátumig területe Gömör-Kishont vármegye Feledi járásához tartozott.

## Népessége
| Év:            | 1994. | 2004.    | 2014. | 2024.    |
| -------------- | ----- | -------- | ----- | -------- |
| Emberek száma: | 69    | 59       | 59    | 66       |
| Eltérés:       |       | -14,49 % | +0 %  | +11,86 % |

| Év:            | 2023. | 2024.   |
| -------------- | ----- | ------- |
| Emberek száma: | 65    | 66      |
| Eltérés:       |       | +1,53 % |

1910-ben 198, túlnyomórészt szlovák lakosa volt.
2001-ben 65 lakosából 57 szlovák volt.
2011-ben 50 lakosából 48 szlovák.

## Nevezetességei
- Evangélikus temploma 1804-ben épült klasszicista stílusban.

## Híres emberek
A faluban élt és dolgozott 1790–91-ben Palkovics György (Juraj Palkovič, 1763–1835) esztergomi kanonok, szlovák író, szótárszerkesztő.